# Пережаренные бобы

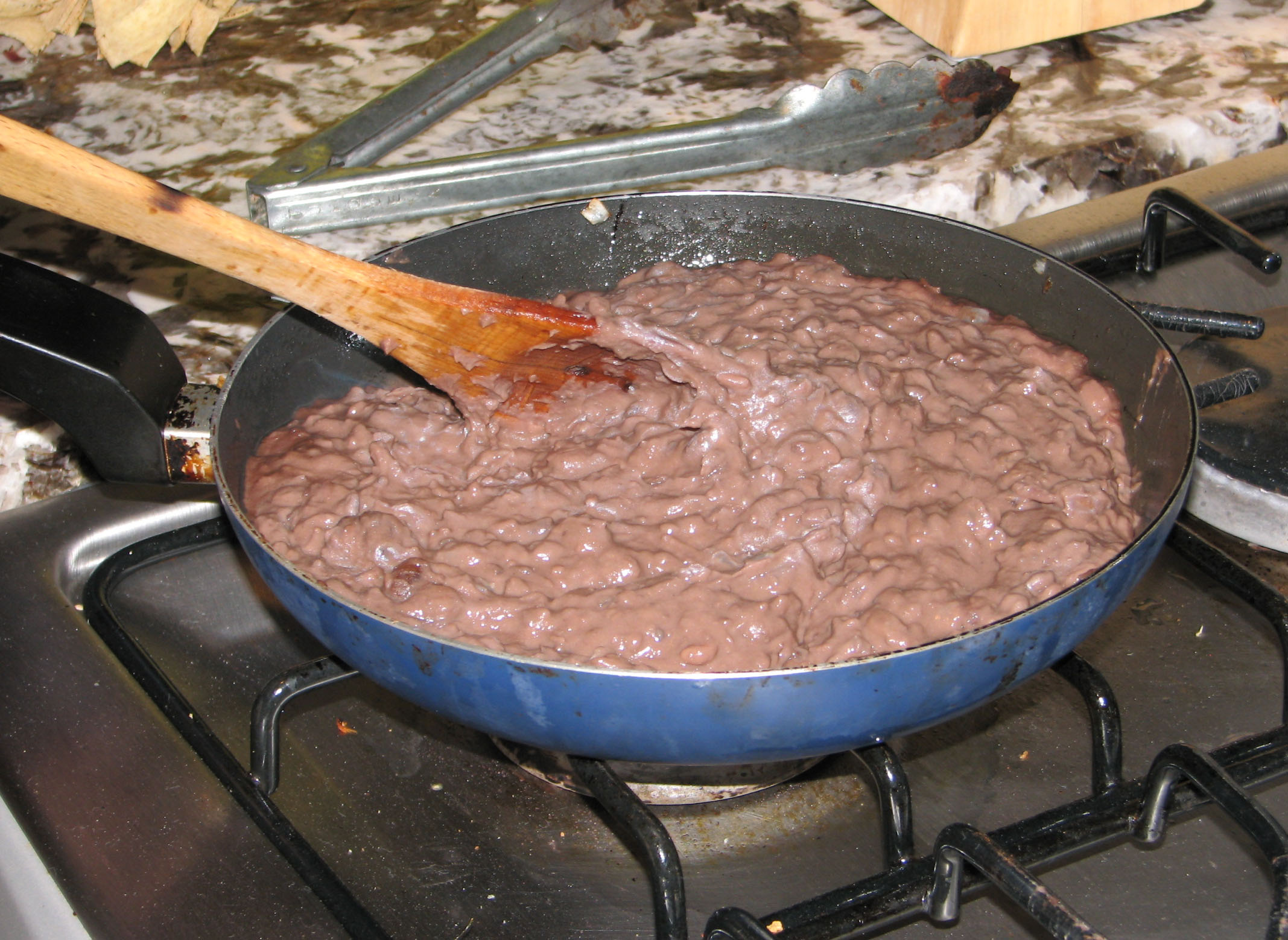
Приготовление бобов

Пережаренные бобы (исп. frijoles refritos, фрихо́лес рефри́тос) — блюдо из приготовленных и размятых бобов, традиционный массовый продукт питания мексиканской кухни и кухни текс-мекс, хотя рецепты его в этих кухнях имеют некоторые различия.

## Ингредиенты и приготовление
Пережаренные бобы обычно готовят из фасоли разных видов. Бобы перед приготовлением замачивают на ночь, затем тушат, сливают большую часть оставшейся жидкости и превращают в пасту (с помощью картофелемялки, или протирая через решето (чтобы убрать кожицу), или просто разминая вилкой или большой плоской ложкой). Если консистенция получается слишком сухой, добавляют куриный либо овощной бульон или часть оставшейся при варке жидкости. Получившуюся пасту затем обжаривают на сале или растительном масле и добавляют по вкусу соль и другие специи.

## Использование
В домашней кухне пережаренные бобы обычно выступают в качестве основного блюда, в сопровождении небольших порций блюд с более выраженным ароматом и вкусом, но их можно использовать и в качестве гарнира или делать из них бобовые буррито, заворачивая в тортильи.
В Соединённых Штатах пережаренные бобы обычно приготовляют из фасоли. Они подаются в качестве гарнира с большинством блюд в ресторанах кухни текс-мекс. Они также очень популярны как соус-дип для кукурузных тортилий. Пережаренные бобы также главный ингредиент во многих рецептах таких блюд как тостада, панучо, чимичанга и пупуса. Кроме того, они являются типичным ингредиентом в многослойных соусах-дип, таких как семислойный дип, в начос, особенно в блюдах, известных под названиями «nachos grande» или «burrito grande».

## Название
Название блюда основано на словообразовательной кальке. В мексиканском испанском приставка re- — неофициальная форма логического выделения, означающая «очень» или «хорошо», и её не следует путать с английской приставкой re- и официальным использованием испанской приставки re-, которые указывают на повторение процесса. Таким образом, испанское название этого блюда frijoles refritos переводится как «хорошо обжаренные бобы», а не «дважды обжаренные бобы».